# Crypsis schoenoides
Crypsis schoenoides é uma espécie de planta com flor pertencente à família Poaceae. 
A autoridade científica da espécie é (L.) Lam., tendo sido publicada em Tableau Encyclopédique et Methodique...Botanique 1: 166, pl. 42, f. 1. 1791.

## Portugal
Trata-se de uma espécie presente no território português, nomeadamente em Portugal Continental.
Em termos de naturalidade é nativa da região atrás indicada.

## Protecção
Não se encontra protegida por legislação portuguesa ou da Comunidade Europeia.